# Golf (Floride)
Pour les articles homonymes, voir Golf (homonymie).
Golf est une municipalité ayant le statut de village située dans le comté de Palm Beach en Floride.

## Démographie
| 1960 | 1970 | 1980 | 1990 | 2000 | 2010 |
| ---- | ---- | ---- | ---- | ---- | ---- |
| 35   | 50   | 110  | 234  | 230  | 252  |

En 2010, sa population est de 252 habitants.

## Source de la traduction
- (en) Cet article est partiellement ou en totalité issu de l’article de Wikipédia en anglais intitulé « Golf, Florida » (voir la liste des auteurs).